# Souru Phatsoane

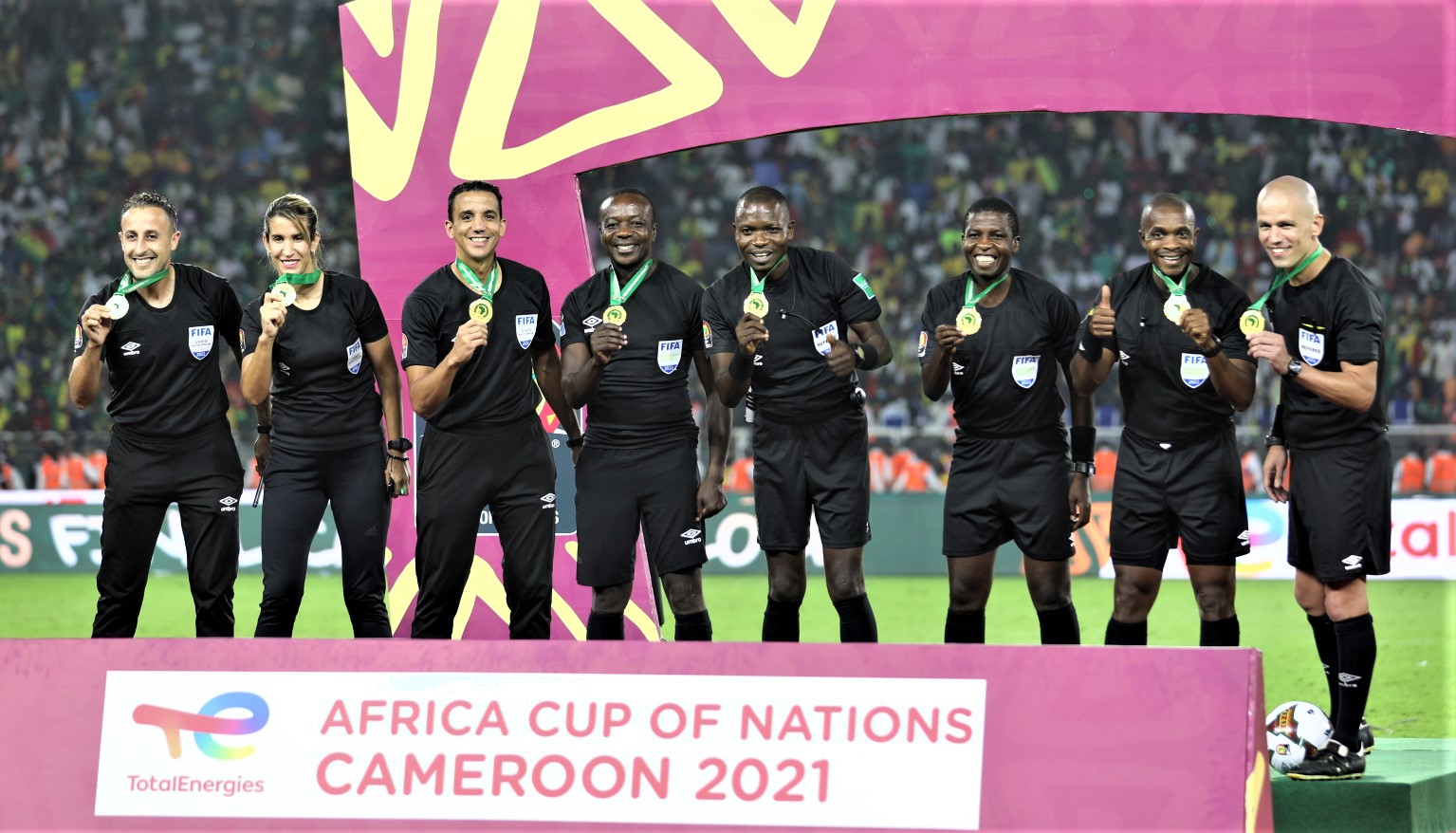
Souru Phatsoane beim Finale des Afrika-Cups 2022 (3.v.r.)

Souru Phatsoane (* 5. August 1988) ist ein lesothischer Fußballschiedsrichterassistent. Er steht als dieser seit 2012 auf der Liste der FIFA-Schiedsrichter.

## Karriere
Als Assistent war er schon bei Olympia 2020 aktiv. Zur Weltmeisterschaft 2022 wurde er ins Aufgebot der Assistenten berufen.